# 貝殼彎貝介
貝殼彎貝介（学名：Loxoconcha dielectrica）为彎貝介科彎貝介屬下的一个种。